# Rugby Club València
El Rugby Club València és una entitat esportiva de la ciutat de València, fundada en 1966. RC València, inicialment el club s'anomenava Gimnasio Educación y Descanso. Durant la dècada dels anys 80, l'equip sènior masculí de rugbi va ser un dels més importants de la lliga espanyola, aconseguint un títol de campió en la temporada 1982/83. En l'actualitat milita en la segona categoria del rugbi nacional, coneguda com a Divisió d'Honor B. És l'equip més llorejat del País valencià.
El RC València ha disputat 22 temporades en Divisió d'Honor, aconseguint un títol de campió en l'edició 1982/83. A més ha estat subcampió de la Copa del Rei en dues ocasions, en els anys 1979 i 1986. L'any 2018 va militar en la divisió d'Honor B.

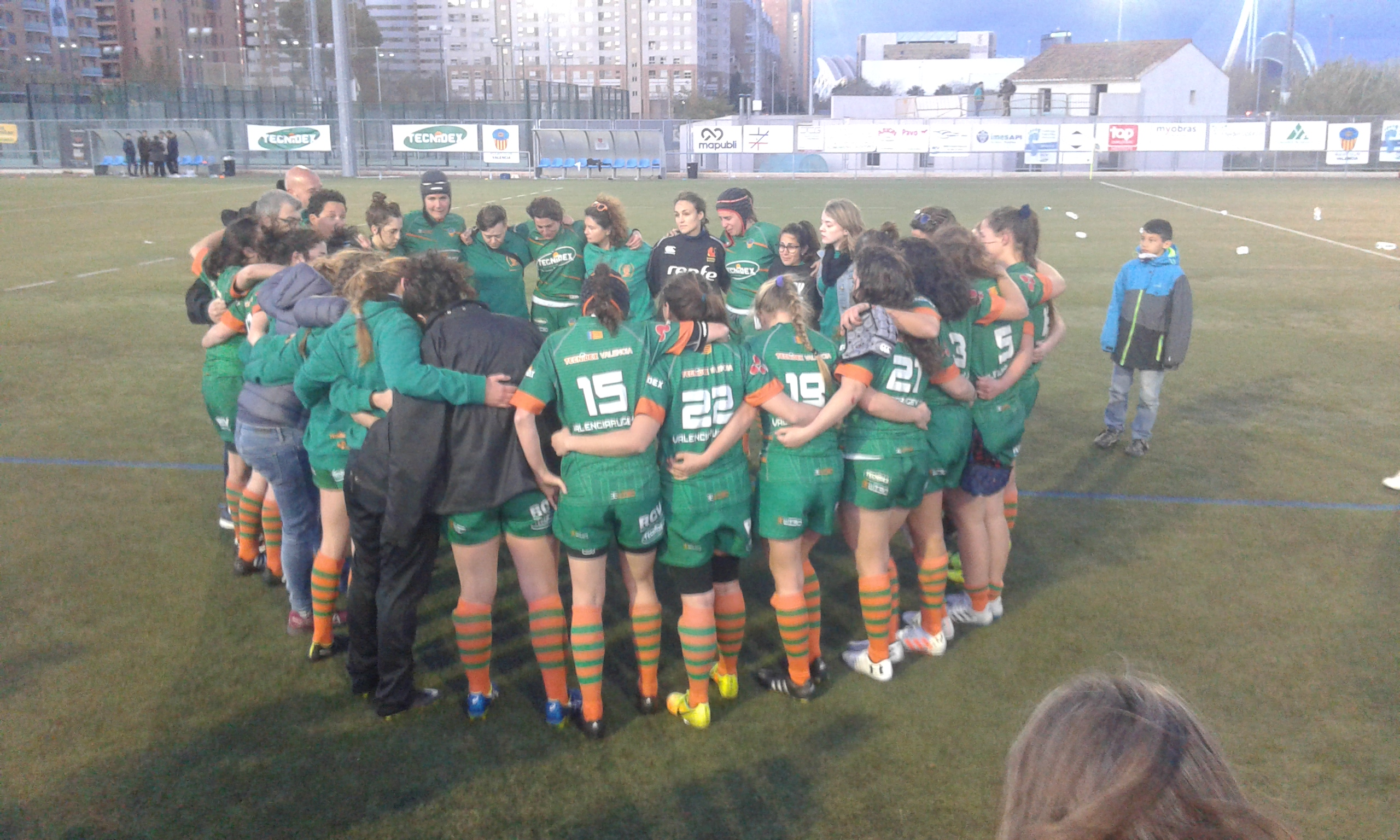
Equip femení del Rugby Club València, any 2018

Des de l'any 2014 existeix la secció de rugbi femení al Rugby Club València, l'any 2017 van guanyar la Lliga Valenciana de rugbi femení, i l'any 2018 van quedar subcampiones davant Les Abelles.